# 수레

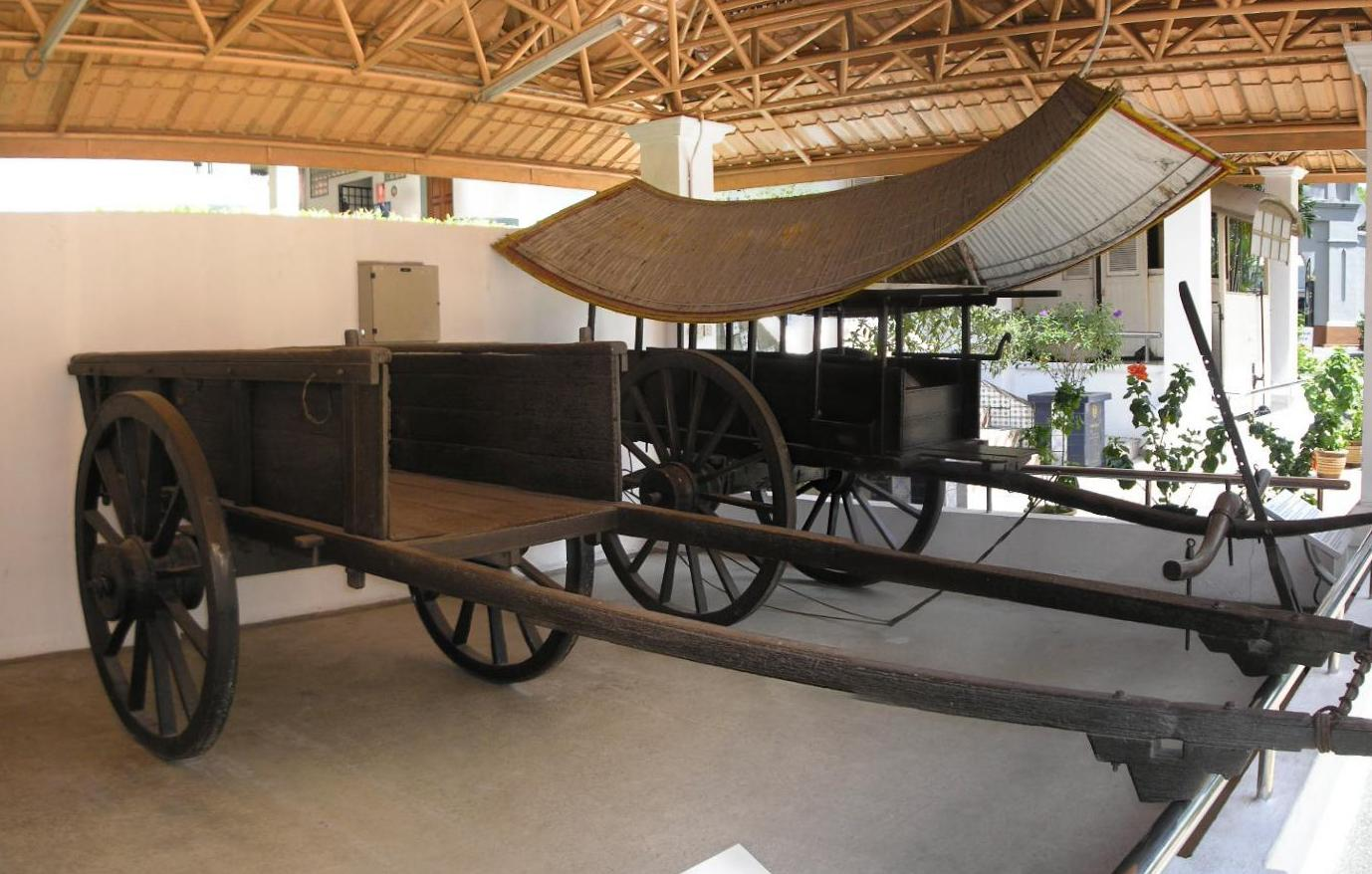
수레

수레는 바퀴를 달아 굴러가게 만든 기구로, 짐을 싣고 나르거나 사람이 탄다. 몸체, 바퀴, 축, 채등으로 이루어져 있으며, 수레에 연결된 채를 들고 끌거나 동물에 멍에를 지워 끌게 한다.

## 역사
수레는 문학에서 언급되고 있으며, 이는 청동기시대와 철기시대를 전후하는 기원전 2천년 즈음으로 거슬러 올라간다.

## 구조
1 - 바퀴
2 - 차여(車輿) : 수레의 짐을 받는 평평한 바닥
3 - 차축(車軸) : 두개의 바퀴를 연결하는 가로 기둥 장치
4 - 복토(伏兔) : 차여와 차축을 만나 힘을 받는 부위로 여기에 차여가 올려진다.
5 - 장구통  : 바퀴를 형성하는 부품으로 바퀴살을 모아 연결하는 통모양의 장치롤 여기에 차축을 끼운다.

## 같이 보기
- 손수레
- 달구지
- 마차
- 인력거